# ستيف جاكسون
ستيف جاكسون (بالإنجليزية: Steve Jackson)‏ هو كاتب ومصمم ألعاب أمريكي، ولد في 1953 في تلسا في الولايات المتحدة.

## وصلات خارجية
- ستيف جاكسون على موقع إن إن دي بي (الإنجليزية)